# Islamska skupnost v Republiki Sloveniji
Islamska skupnost v Republiki Sloveniji (kratica ISRS) je največja muslimanska skupnost v Sloveniji in druga največja verska skupnost (za rimskokatoliško).

## Število vernikov
Leta 1991 se je na popisu prebivalstva Slovenije za muslimane izreklo 29.361 (1,5 % vsega prebivalstva). Leta 2002 se je na popisu prebivalstva Slovenije za muslimane izreklo 47.488 (2,4 % vsega prebivalstva). Večina muslimanov je bošnjaškega rodu. Največja koncentracija muslimanov se nahaja v Ljubljani in okolici ter na Jesenicah.

## Organizacija
Vrhovni organ skupnosti je Mešihat Islamske skupnosti v Sloveniji, ki je izvršilni organ Islamske skupnosti v Republiki Sloveniji in je odgovoren Zboru Islamske skupnosti v Republiki Sloveniji. Islamska skupnost v Republiki Sloveniji je sestavni del Rijaseta Islamske skupnosti v Bosni in Hercegovini. Mešihat vodi mufti Slovenije (trenutno je Nevzet Porić).
Celoten slovenski prostor je nato razdeljen na t. i. džemate (odbore):
- Džemat Celje
- Džemat Kočevje
- Džemat Koper
- Džemat Kranj
- Džemat Jesenice
- Džemat Ljubljana
- Džemat Nova Gorica - Ajdovščina
- Džemat Maribor
- Džemat Postojna
- Džemat Škofja Loka
- Džemat Trbovlje
- Džemat Novo mesto
- Džemat Sežana
- Džemat Tržič
- Džemat Velenje

## Objekti
Islamska skupnost ima eno džamijo oz. mošejo v Ljubljani, zgrajeno skupaj z Muslimanskim kulturnim centrom Ljubljana. Ker je to edini tak objekt v Sloveniji, svoje verske obrede opravljajo v manjših molilnicah oz. v najetih športnih dvoranah.